# Güzin Dino
Guzin Dino, née le 21 septembre 1910 à Constantinople et morte le 30 mai 2013 dans le 14e arrondissement de Paris, est une femme de lettres turque, une linguiste, et une traductrice. En exil en France à partir de 1954, elle y a vécu un demi-siècle et y œuvré à une meilleure connaissance des romanciers et des poètes turcs. Elle a été mariée avec le peintre Abidin Dino (1913-1993).

## Biographie
Née en 1910, petite-fille d'un poète, Kemal Paşazade Lastik Sait Bey (1848-1921), elle grandit à Istanbul et étudie dans un établissement francophone de cette ville, le lycée Notre-Dame de Sion. Elle mène ensuite des études de philologie française à l’Université d’Istanbul, puis devient l'assistante du professeur Erich Auerbach, un spécialiste allemand en philologie romane en exil à Istanbul à la suite de l'arrivée au pouvoir des nazis dans son pays,.
Elle épouse Abidin Dino en 1943 à Adana, en Turquie. Son mari est membre du Parti Communiste turc, et a été contraint à l'exil dans cette ville turque du sud. Elle devient maître de conférences en littérature turque à l'université d'Ankara en 1946. Soumis à des pressions politiques et des poursuites, son époux quitte la Turquie en 1952 pour s'installer à Paris. Elle suit son mari en France en 1954
Le couple visite de nombreux localités à travers la France en raison de la maladie d'Abidin nécessitant des traitements en sanatorium. Ils s'installent ensuite dans le quartier de la place Saint-Michel dans le 5ème arrondissement de Paris, où d'autres intellectuels turcs résident. Enfin, le couple s'installe dans un atelier de peintre dans la rue de l'Eure, dans le 14e arrondissement. Guzin Dino mène des recherches pour le centre national de la recherche scientifique (CNRS), et enseigne à l'Institut national des langues et civilisations orientales (INALCO). Grâce à la traduction de l'œuvre du poète Nâzım Hikmet, et du romancier Yaşar Kemal en langue française, elle introduit la littérature turque en France. 
Ses traductions sont retenues par des maisons d'édition de renom, et ses essais suscitent  l'intérêt de journaux français et américains. Elle produit également des émissions en  langue turque pour Radio France Internationale (RFi). Son domicile est un point de rencontre pour les intellectuels et les artistes turcs, mais aussi pour des intellectuels français tels que le couple Jean-Paul Sartre et Simone de Beauvoir. Son mari meurt d'un cancer de la gorge en 1993. Elle continue à vivre à leur domicile après son décès, et meurt à son tour à Paris le 31 mai 2013, à 103 ans.

## Principales publications

### Comme auteur
- 1951 : Recaî-zade Ekrem'in Araba Sevdası Romanında Gerçekçilik, Istanbul, Osman Yalçın Matbaası, 1951 ;
- 1951 : "Araba Sevdasi" Kurulusu hakkinda bir deneme, Ankara,Türk tarih kurumu basmevi, 1951 ;
- 1954 : Tanzimattan sonra edebiyatta gerçekçiliğe doğru : Birinci Kısım, Ankara, Türk tarih kurumu basimevi, 1954 ;
- 1969 : Namik Kemal et la naissance du roman turc au XIXe siècle, sous la direction de Louis Bazin, Paris,Sorbonne, 1969 ;
- 1973 : La Genèse du roman turc au XIXe siècle,Paris : Publications orientalistes de France, 1973 ;
- 1978 : Türk romanının doğuşu, İstanbul, Cem Yayınevi, 1978 ;
- 1991 : Gel zaman, git zaman : anılar [Le temps va et vient], İstanbul, Can Yayınları , récit autobiographique.
- 2011 : Sensiz her şey Renksiz, lettres de 1952 à 1973 choisies, et traduites en français, par Sevgi Türker-Terlemez et  Bruno Cany, Genèse/Oluşum n°127-128, Nancy, 2011.

### Comme traductrice et/ou directrice de publication
- 1961 : Mèmed le Mince, Yaşar Kemal, Paris, Del Duca (Biarritz) puis Gallimard en 1978 ;
- 1973 : Poèmes de Younous Emre, Paris, Presses Orientalistes de France (avec Marc Delouse)
- 1977 : Le Pilier, Yaşar Kemal, Paris, Gallimard ;
- 1978 : Un village anatolien : récit d'un instituteur,Mahmut Makal, textes rassemblés et présentés par Güzin Dino, traduction du turc en collaboration avec O. Ceyrac, nouvelle édition augmentée d'une postface, Paris, Plon, puis CNRS Editions en 2010 ;
- 1980 : Un étrange voyage. Poèmes épiques, poèmes lyriques, Nâzim Hikmet, François Maspero - UNESCO, traduction du turc en collaboration avec Jean Marcenac et Munevver Andaç ;
- 1982 : Entre les murailles et la mer : trente-deux poètes turcs contemporains, choisis, présentés et traduits par Güzin Dino en collaboration avec Michèle Aquien et Pierre Chuvin, Paris, François Maspero ;
- 1992 : Visages pile ou face, Yaşar Kemal, Saint-Clément, Fata Morgana ;
- 1999 : Il neige dans la nuit et autres poèmes, Nâzim Hikmet, Gallimard, édition et traduction du turc de Güzin Dino en collaboration avec  Münevver Andaç. Préface de Claude Roy, postface de Güzin Dino ;
- 2009 : J'ai vu la mer : anthologie de poésie turque contemporaine, traduction du turc en collaboration avec Michèle Aquien, Pierre Chuvin, et Elif Deniz, introduction Pierre Chuvin ; postface Enis Batur, dessins Abidin Dino , Saint-Pourçain-sur-Sioule, Bleu autour.